# الرابح الأكبر (الموسم 1)
الرابح الأكبر هو الموسم الأول من النسخة العربية من المسلسل التلفزيوني الواقعي الأمريكي الخاسر الأكبر الذي عُرض على شبكة NBC الأمريكية. عرضت الرابح الأكبر لأول مرة في 26 أبريل 2006.
شارك في هذه النسخة 14 مشترك يعانون من مشكلة الوزن الزائد. قسم المشتركون إلى فريقين: الأحمر بقيادة المدربة زينة حابي والأزرق بقيادة المدرب هاني أبو النجا وساعدتهم أخصائية التغذية باسكال سعد لتعليمهم عن الغذاء الصحي. قدمت البرنامج في موسمه الأول المذيعة كارولينا دي أوليفيرا.

## المشتركين
| المشترك                     | الفريق        | الحالة                      |
| --------------------------- | ------------- | --------------------------- |
| كاثرين الخضر , سوريا        | الفريق الأزرق | استبعدت في الأسبوع الأول    |
| داليا أبو السعود , الأردن   | الفريق الأزرق | استبعدت في الأسبوع الثاني   |
| أحمد المهنا , الكويت        | الفريق الأحمر | استبعد في الأسبوع الثالث    |
| رضا متى , لبنان             | الفريق الأزرق | استبعد في الأسبوع الرابع    |
| حاتم لاشين , مصر            | الفريق الأحمر | استبعد في الأسبوع الخامس    |
| وليد الجاسم , العراق        | الفريق الأحمر | استبعد في الأسبوع السادس    |
| لينا باكير , لبنان          | الفريق الأحمر | استبعدت في الأسبوع السابع   |
| هدير شبيب , مصر             | الفريق الأحمر | استبعدت في الأسبوع الثامن   |
| دارين محمود , السعودية      | الفريق الأحمر | استبعدت في الأسبوع التاسع   |
| كوثر البكار , البحرين       | الفريق الأزرق | استبعدت في الأسبوع العاشر   |
| عبد الله الخلاقي , السعودية | الفريق الأزرق | اسبعد في الأسبوع الحادي عشر |
| النهائيات                   |               |                             |
| نهاد الأخضر , تونس          | الفريق الأحمر | صاحبة المركز الثالث         |
| مصطفى المبارك , السعودية    | الفريق الأزرق | صاحب المركز الثاني          |
| عبد الله حمد , الأردن       | الفريق الأزرق | الرابح الأكبر               |

الفرق
  الفريق الأحمر بقيادة المدربة زينة حابي
  الفريق الأزرق بقيادة المدرب هاني أبو النجا
الفائزون
  الفائز بجائزة 250.000 ريال سعودي ( في النهائيات )
  الفائز بجائزة 50.000 ريال سعودي ( من بين المستبعدين )